# HK Bardejov

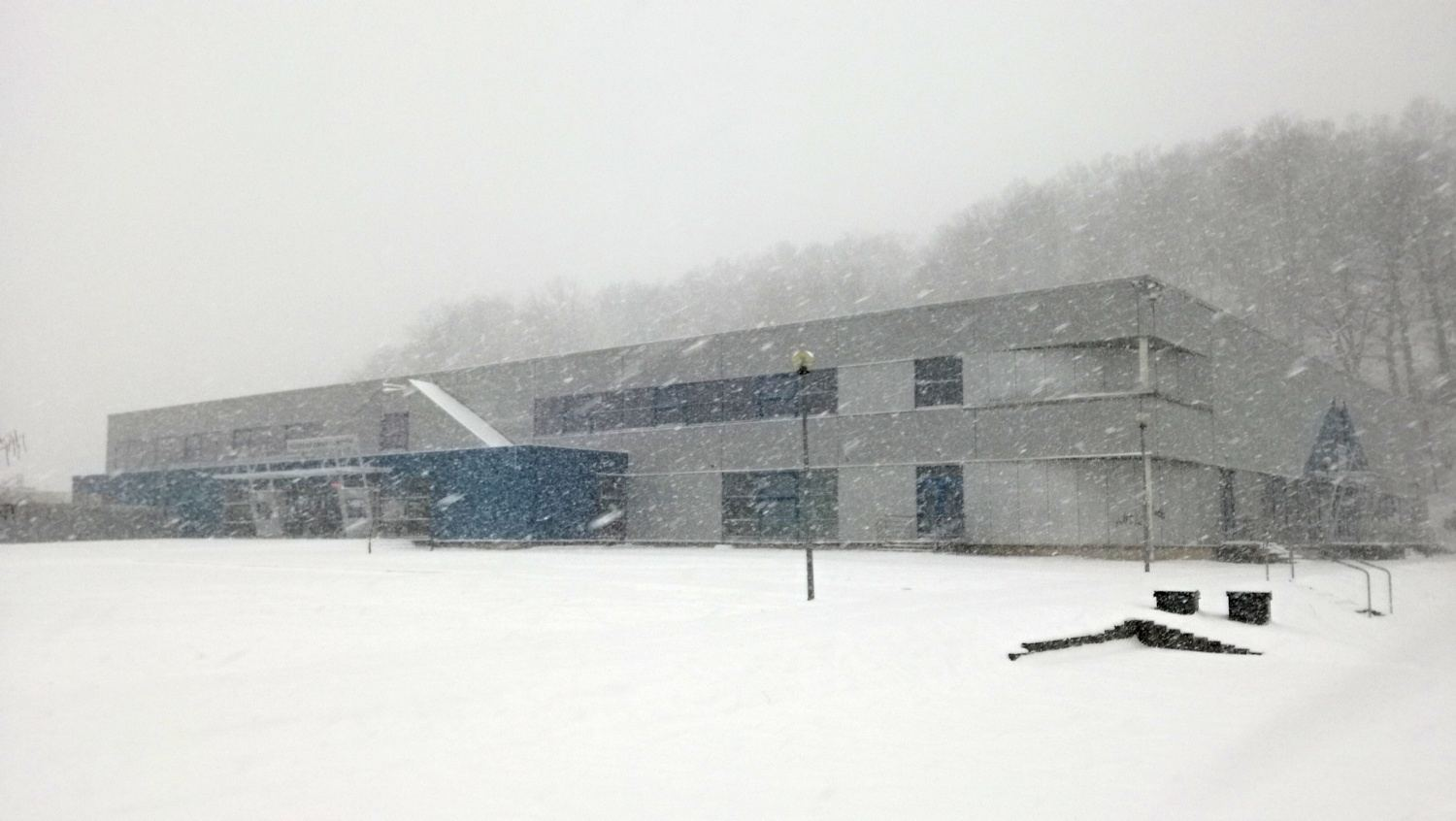
A bártfai jégcsarnok

A HK Bardejov egy szlovák jégkorongcsapat Bártfán. A klub a harmadosztályú 2. hokejová liga keleti csoportjában játszik.

## Története
A klubot 2016-ban alapították.

### Korábban használt nevek
- 1946 – Sokol Bardejov
- 1953 – Slavoj Bardejov
- 1963 – Partizán Bardejov
- 1985 – TJ Stavstroj TaRS Bardejov
- 1992 – HC 46 Bardejov
- 2009 – HC 46 Xawax Bardejov (mediálny názov)
- 2010 – Bemaco HC 46 Bardejov (mediálny názov)
- 2016 – HK Bardejov

## Statisztikák
| Főcsoport (B csoport) | Főcsoport (B csoport) | Főcsoport (B csoport) | Főcsoport (B csoport) | Főcsoport (B csoport) | Főcsoport (B csoport) | Főcsoport (B csoport) | Főcsoport (B csoport) | Főcsoport (B csoport) | Felsőház | Felsőház | Felsőház | Felsőház | Felsőház | Felsőház | Felsőház | Felsőház | Rájátszás                            | Rájátszás                         | Rájátszás |
| Szezon                | LM                    | GY                    | GY. H.                | V. H.                 | V                     | G                     | P                     | Helyezés              | LM       | GY       | GY. H.   | V. H.    | V        | G        | P        | Helyezés | Negyeddöntő                          | Elődöntő                          | Döntő     |
| --------------------- | --------------------- | --------------------- | --------------------- | --------------------- | --------------------- | --------------------- | --------------------- | --------------------- | -------- | -------- | -------- | -------- | -------- | -------- | -------- | -------- | ------------------------------------ | --------------------------------- | --------- |
| 2023–24               | 10                    | 6                     | 0                     | 1                     | 3                     | 53-38                 | 19                    | 2.                    | 10       | 5        | 0        | 1        | 4        | 46-41    | 16       | 4.       | Győzelem az MHA Martin ellen (3-0)   | Vereség a HK Detva ellen (0-3)    | -         |
| 2024–25               | 12                    | 11                    | 1                     | 0                     | 0                     | 80:22                 | 35                    | 1.                    | 10       | 6        | 2        | 0        | 2        | 46:30    | 22       | 1.       | Győzelem az MHK Kežmarok ellen (3-0) | Vereség az MHA Martin ellen (1-3) | -         |

## Nézettség
| Szezon  | Teljes nézőszám | Átlagos nézőszám | Helyezés a ligában |
| ------- | --------------- | ---------------- | ------------------ |
| 2023–24 | 5 910           | 455              | 5.                 |
| 2024–25 | 2 880           | 480              | 4.                 |